# Когос, Айзик Маркович
А́йзик Ма́ркович Ко́гос (1907 — ?) — советский учёный в области металлургии, инженер.

## Биография
Работал в ЦНИИТМАШе (Центральный научно-исследовательский институт технологии машиностроения), с 1959 года — во ВНИИметмаше (Всероссийский научно-исследовательский и проектно-конструкторский институт металлургического машиностроения), — впоследствии начальник отдела и главный конструктор института.
В 1953 году по инициативе и при участии В. Ф. Мосеева и A. M. Когоса (ЦНИИТМАШ) был изготовлен и опробован образец приспособления для непрерывной намотки проволоки, а в 1954 году ими сделана заявка на усовершенствование конструкции.
Кандидат технических наук («Создание и совершенствование конструкций станов для холодной прокатки тонких и тончайших лент из чёрных и цветных металлов», 1966).
С конца 1980-х годов на пенсии.

## Награды и премии
- Сталинская премия второй степени (1951) — за создание советского блюминга
- Государственная премия СССР (1968) — за разработку сплавов, технологии, оборудования и организации промышленного производства тончайших лент из сплавов со специальными физическими свойствами.
- премия Совета Министров СССР (1990) — за создание и внедрение высокоэффективного автоматизированного прокатного оборудования, обеспечивающего освоение производства и промышленный выпуск углеродистой ленты повышенной точности.
- заслуженный изобретатель РСФСР (1976) [1]

## Сочинения
- Механическое оборудование волочильных и лентопрокатных цехов: учебник для металлургических техникумов / А. М. Когос. — Москва: Металлургиздат, 1957. — 340 с.; 2-е издание — М.: Металлургия, 1964;  3-е издание — М.: Металлургия, 1980. — 311 с.
- Направления в развитии конструкций прокатных станов в 1959—1965 гг. / А. И. Целиков, Е. С. Рокотян, А. М. Когос; Главниипроект при Госплане СССР. Центр. науч.-исслед. ин-т технологии и машиностроения. ЦНИИТМАШ. — Москва: ЦБТИ. Отд. науч.-техн. информации, 1958. — 87 с.
- Многовалковые станы холодной прокатки. М., 1964.
- Современные многовалковые станы холодной прокатки в СССР и за рубежом. М., 1968.
- Современные зарубежные листовые станы холодной прокатки. М., 1970.